# Вільховець (Кросненський повіт)
Вільховець (пол. Olchowiec) — лемківське село в Польщі, у гміні Дукля Кросненського повіту Підкарпатського воєводства.
Населення — 68 осіб (2011).

## Історія
Село закріпачене за волоським правом у першій половині XVI ст.
За податковим реєстром 1581 р. село було власністю за волоським правом Стадницьких гербу Шренява у Бецькому повіті; село належало до парохії Мисцова, в селі було 5 селянських дворів.
У 1880 році в селі проживало 390 українців-грекокатоликів і 10 юдеїв, а в присілку Баране — 44 українці-грекокатолики.
У 1932 р. місцева громада своїми силами збудувала школу.
У 1935 р. в селі проведена комасація (обмін) ґрунтів, налічувалося 87 господарств (82 українські та 5 циганських).
У 1939 році в селі проживало 520 мешканців (515 українців і 5 євреїв). Під час вибуху Другої світової війни мобілізовані жителі села не встигли дістатися збірних пунктів, як уже скінчилися бойові дії. У середині грудня з'явились німецькі солдати, які розмістились у школі. В 1941 р. вони приступили до побудови фортифікованої казарми, яку ж самі знищили перед відступом у 1944 р. За роки німецької окупації на примусові роботи вивезено 48 жителів, повернулися лише 5.
Під час проходження радянсько-німецького фронту 30 вересня 1944 р. згоріло кільканадцять господарств, а церква отримала сильні пошкодження. Після Другої світової війни Лемківщина, попри сподівання лемків на входження в УРСР, була віддана Польщі, а 64 родини корінного українського населення примусово-добровільно вивезені в СРСР (кілька родин вивезені 18 грудня 1944 р. зі станції Сянік, ще 318 осіб — у середині січня 1945 р.). Згодом, у період між 1945 і 1947 роками, у цьому районі тривала боротьба між підрозділами УПА та радянськими військами. 27 травня 1947 року під час Операції Вісла 11 українців села були ув'язнені в концтаборі Явожно, 10 родин (80 осіб) було депортовано на понімецькі землі Польщі, 10 родинам (31 житель) вдалося залишитися завдяки ксьондзу зі Жмигорода, який видав їм за хорошу оплату фальшиві римо-католицькі метрики. Тільки двом депортованим родинам вдалося пізніше повернутися на рідну землю.
У 1975—1998 роках село належало до Кросненського воєводства.

## Демографія
Демографічна структура станом на 31 березня 2011 року:
|          | Загалом | Допрацездатний вік | Працездатний вік | Постпрацездатний вік |
| -------- | ------- | ------------------ | ---------------- | -------------------- |
| Чоловіки | 33      | 10                 | 17               | 6                    |
| Жінки    | 35      | 13                 | 14               | 8                    |
| Разом    | 68      | 23                 | 31               | 14                   |

## Церква
Хоча перша відома дерев'яна церква була закуплена на Закарпатті в 1792 р., однак напевне попередньо була інша, бо метричні книги велися з 1760 р. У 1934 р. зведена нова греко-католицька церква Перенесення Мощей святого Отця Николая, яка належала до Дуклянського деканату Апостольської адміністрації Лемківщини. В 1952 р. українці відремонтували церкву, наступного року відстояли від зруйнування польською владою. Попри офіційне опломбування церкви там час від часу відбувалися богослужіння. З 1978 р. в церкві почергово проводили богослужіння римо-католицький священик з Полян і греко-католицький з Команчі. Поставлений у церкві наприкінці 1980-х років іконостас перенесли в 2000 р. до новозбудованої церкви коло Ярослава.

## Сучасність
У селі також збереглися пам'ятки:
- давній кам'яний міст, що веде до церкви
- сільський цвинтар з кам'яними надгробками XIX ст. роботи майстрів із Коросна
- кілька традиційних лемківських хиж XIX ст.
- придорожні кам'яні хрести
- приватний музей лемківської культури пана Тадеуша Кєлбасинського

З 1990 р. в селі щорічно проводяться лемківські кермеші — зустрічі лемків Польщі та із-за кордону з нагоди відпусту на Івана.